# Shenandoah Retreat (Virginia)
Shenandoah Retreat è un census-designated place (CDP) degli Stati Uniti d'America, situato nello stato della Virginia, nella contea di Clarke. Secondo il censimento del 2020 gli abitanti di Shenandoah Retreat ammontavano a 549.